# Kensuke Nebiki
Kensuke Nebiki (根引 謙介?, Nebiki Kensuke; Prefettura di Osaka, 7 settembre 1977) è un ex calciatore giapponese, di ruolo difensore.